# قضية اغتصاب فتاة فيرمونت
قضية اغتصاب فتاة فيرمونت هي واقعة اغتصاب جماعي يزعم حدوثها في أبريل 2014 تعرضت لها فتاة على يد عدد من الشباب من أبناء كبار الأثرياء والمشاهير وهم: (أحمد جنزوري، زوج نازلي مصطفى كريم، الابنة الوحيدة من الفنانة نهى العمروسي، محمد محمد فريد خميس، الشهير بـ"بيبو"، نجل رجل الأعمال الشهير محمد فريد خميس، شادي أيمن نور نجل أيمن نور رجل الأعمال، أمير زايد)، تناوبوا على اغتصابها وكتابة أحرف أسمائهم الأولى على جسدها وتصويرها بعد تخديرها في فندق فيرمونت بوسط القاهرة.

## أحداث ما قبل الكشف عن الواقعة
وأثار مستخدمو مواقع التواصل الاجتماعي في مصر الجدل عدة مرات عام 2020 حول قضايا كثيرة تتعلق بالتحرش والاغتصاب، تحركت إثرها السلطات القضائية بعد تشجيع الضحايا على تقديم بلاغات للنيابة العامة. وكان من بين تلك القضايا ما عُرف بقضية «أحمد بسام زكي»، الذي قالت فتيات مصريات عدة إنهن تعرضن للتحرش والاغتصاب على يده، وألقت بعدها السلطات القبض عليه وفتحت النيابة العامة التحقيق معه قبل أن تأمر محكمة مصرية بحبسه على ذمة تلك التحقيقات.
نشرت فنانات مصريات ومستخدمات مواقع التواصل الاجتماعي في تلك الفترة تفاصيل وقائع تحرش عديدة حدثت معهن في أوقات سابقة. ويشبه كثيرون الحملة المناهضة للتحرش في مصر بتلك التي تعرف بحملة «أنا أيضا»، التي فضحت ممارسات غير أخلاقية ضد المرأة في عدة دول.
ووافقت اللجنة التشريعية بمجلس النواب المصري أمس على تعديل قانون الإجراءات الجنائية ليتضمن مقترحا قدمته الحكومة ينص على ضمان سرية بيانات المجني عليهم في الجرائم التي تتصل بالتحرش عندما يتوجه هؤلاء الضحايا للإبلاغ عن تلك الجرائم. في محاولة للتغلب على العادات الاجتماعية المصرية حيال الشكوى من الاعتداء الجنسي.

## تفاصيل الواقعة
بحسب الشهادات المتداولة تعود الواقعة لعام 2014، حيث أقدم مجموعة من الشبان الذين ينتمون إلى عائلات ثرية على اغتصاب فتاة في حفلة بفندق فيرمونت الشهير بالقاهرة، بعد أن وضعوا لها مخدر أفقدها وعيها، وذهبوا بها إلى إحدى الغرف، وقاموا باغتصابها ثم وقعوا على جسدها بأول حرف من أسمائهم، وسجلوا الجريمة في فيديو أرسلوه لأصدقائهم كنوع من الاستعراض.
وأعلن مغردون في هاشتاج #جريمة_الفيرمونت عن أسماء الشبان المتهمين وقاموا بنشر صورهم مؤكدين أنهم المتهمون في الواقعة، فيما قال آخرون بدورهم إن الشبان اغتصبوا 6 فتيات على الأقل وليس فتاة واحدة. وأكدت الفتاة الضحية، التي تعيش خارج البلاد عبر أحد المنشورات التي كتبتها عبر مواقع التواصل الاجتماعي، أن الشبان ابتزوها بالفيديو المصور بأنها في حال تحدثها وكشفها المستور سيقومون بفضحها.
أعلن محامي فتاة فيرمونت أن موكلته حملت نتيجة الاغتصاب وهي ابنة 17 عاما.

## الخط الزمني للأحداث
- الأسابيع الأولى من شهر يوليو 2020: - كان رواد مواقع التواصل الاجتماعي طالبوا بالتحقيق في قصة مزعومة أثارت جدلا واسعا خلال عن تعدي عدد من الشباب جنسيا على فتاة في فندق فيرمونت، بعد ست سنوات من وقوعها. وتفيد الروايات على مواقع التواصل الاجتماعي باستدراج شباب مصريين، ينتمون لعائلات ثرية، إحدى الفتيات خلال حفل في فندق «فيرمونت نايل سيتي» إلى غرفة بالفندق بعد أن وضعوا في مشروبها مخدرا، ثم تناوبوا على اغتصابها وصوروا الواقعة.[2]
- 31 يوليو 2020: أعلن فندق فيرمونت التزامه بمساعدة السلطات والجهات المعنية المخولة في حالة فتح تحقيق رسمي ومواصلة تقديم دعمه المطلق في هذا الشأن، معلنا تعاطفه مع أي شخص قد يكون تأثر بهذا «الحادث المؤلم» بحسب وصفه.[5][6]
- 4 أغسطس 2020: تلقت النيابة العامة المصرية خطابا من المجلس القومي للمرأة، مرفقا به شكوى قدمتها إحدى الفتيات إلى المجلس حول تعدي بعض الأشخاص عليها جنسيا خلال عام 2014 داخل فندق «فيرمونت نايل سيتي» بالقاهرة.
- 5 أغسطس 2020: النائب العام المصري يأمر بالتحقيق في الاعتداءات الجنسية بـ«فندق فيرمونت نايل سيتى».[3]
- 24 أغسطس 2020: النيابة العامة المصرية تأمر بضبط وإحضار المتهمين بالتعدي على فتاة بفندق فيرمونت ووضعهم على قوائم المنع من السفر وترقب الوصول لاستجوابهم فيما هو منسوب إليهم.

- 25 أغسطس 2020: أعلنت مصادر أمنية هروب بعض متهمي قضية الـ«فيرمونت» خارج البلاد فور بدء التحقيق.[9]
- 26 أغسطس 2020: النيابة توضح تفاصيل وموعد هروب 7 متهمين بقضية الـ«فيرمونت» خارج البلاد: «غادر اثنان من المتهمين البلاد بتاريخ 27 يوليو 2020، وتبعهم أربعة آخرين في اليوم التالي، ثم غادر آخرهم يوم 29 يوليو 2020»[10]
- 27 أغسطس 2020: القبض على أول متهم في القضية أثناء محاولته الهرب خارج البلاد، وتبين أنه متهم في واقعة مماثلة لواقعة فتاة فيرمونت. كما تم الكشف عن اسمه، وأمرت النيابة العامة بحبسه أربعة أيام على ذمة التحقيقات.[7][11][12]
- 28 أغسطس 2020: الأمن يلقي القبض على المتهم الثاني في القضية أثناء تواجده في الساحل الشمالي، والنيابة تأمر بحبسه على ذمة التحقيقات.[12]
- 29 أغسطس 2020: لبنان يحتجز 3 مصريين متهمين بتورطهم في حادث الاغتصاب الجماعي المزعوم في القاهرة وهم أحمد حلمي طولان وعمرو حسين محمود إسماعيل، وشقيقه خالد حسين محمود إسماعيل.[13][14][15]
- 30 أغسطس 2020: زعمت المحامية والحقوقية عزة سليمان أن أغلب الشهود في قضية اغتصاب فتاة فندق الفيرمونت عام 2014، التي أثارت ضجة عبر مواقع التواصل الاجتماعي، تم القبض عليهم، أو تعرضوا للخطف بطريقة غريبة.[16]
- 31 أغسطس 2020: أمرت النيابة العامة بحبس ثلاثة متهمين أربعة أيام احتياطيًّا منهم ابنة فنانة شهيرة بمصر، وإخلاء سبيل ثلاثة آخرين إذا ما سدد كلٌّ منهم ضمانًا ماليًّا قدره مئة ألف جنيه، وآخر بضمان محلِّ إقامته، وذلك على ذمة التحقيق معهم في وقائع اتهموا فيها بمناسبة التحقيقات الجارية في واقعة التعدي على فتاة بفندق فيرمونت.[17][18] وبهذا يصل عدد المتهمين في ما يعرف بقضية الفيرمونت إلى 16 متهما، بلغ عدد المحبوسين منهم على ذمة التحقيق داخل مصر خمسة أشخاص، بالإضافة ثلاثة مشتبه بهم ألقت قوات الأمن العام في لبنان القبض عليهم[19]
- 10 سبتمبر 2020: تقدم المحامي المصري محمد السيد ببلاغ إلى جهات التحقيق، اتهم فيه ضحية الاغتصاب الجماعي في قضية «فيرمونت» بتعاطي المخدرات والتحريض على الفسق والفجور.[20]
- 11 سبتمبر 2020: أدانت منظمة هيومن رايتس وتش الحقوقية ما يحدث بحق شهود قضية «فيرمونت» في مصر ووصفته بأنه «اعتقال وتشهير»، كما طالبت بإسقاط التهم الموجهة لستة أشخاص كانوا قد شهدوا في القضية، مشددة على ضرورة حماية كل من أدلى بشهادته ومحاكمة من يتبين تورطه في الواقعة المزعومة. كما وجه مقربين للشهود المعتقلين اتهام للسلطات المصرية بأنها سربت صور خاصة للشهود كانت على هواتفهم بعد أن فتشوها، كما خضع رجلان لفحص شرجية وخضعت امرأة لفحص عذرية وهي ممارسات تنتهك أخلاقيات الطب ومدانة دولية باعتبارها مهينة وقد ترتقي إلى التعذيب.[21]
- 24 سبتمبر 2020: الإنتربول يسلم مصر الثلاثة مصريين المتورطين في قضية الاغتصاب الجماعي بفندق بفيرمونت، والذين كان قد تم ايقافهم واحتجازهم في لبنان في 29 أغسطس من نفس العام.[22][23]
- 11 مايو 2021: أفرجت النيابة العامة المصرية عن أربعة مشتبه بهم في قضية الاغتصاب لعدم كفاية الأدلة الداعمة للتحقيق الذي استمر تسعة أشهر. وذكر المدعي العام أنه تمت مقابلة 39 شخصًا بخصوص القضية. ومع ذلك، كانت شهاداتهم متضاربة وأدت إلى صعوبة جمع الأدلة الداعمة للقضية المستمرة منذ ست سنوات. ولجأ المصريون إلى منصات التواصل الاجتماعي للتعبير عن إحباطهم من القرار.[24]